# Saint-Cyr-sur-le-Rhône
Saint-Cyr-sur-le-Rhône es una comuna francesa situada en el departamento de Ródano, de la región de Auvernia-Ródano-Alpes.

## Demografía
| 280 | 303 | 406 | 520 | 818 | 960 | 1 196 | 1 311 |
| Para los censos de 1962 a 1999 la población legal corresponde a la población sin duplicidades (Fuente: INSEE [Consultar]) |     |     |     |     |     |       |       |